# Kotyelnyics
Kotyelnyics (oroszul: Коте́льнич) folyami kikötőváros Oroszországban, a Kirovi területen, a Kotyelnyicsi járás központja. Vasúti és folyami közlekedési csomópont. Vjatka jobb partján, a Molomával való összefolyásának közelében terül el, Kirovtól délnyugatra (a távolság vasúttal 87 km, közúton 124 km). Áthalad rajta a transzszibériai vasút.
Lakossága: 24 979 fő (a 2010. évi népszámláláskor), melyből 24 187 orosz, 132 ukrán.

## Története
Az eredetileg mari települést először Koksarov (Кокшаров) néven említették 1143-ban, majd 1181-ben - miután a novgorodiak elfoglalták - átnevezték Kotyelnyicsre. 1780-ban kapott városi rangot. A XVII. század végétől 1920-ig évente tartottak lóvásárt. A város gyakran leégett (1686, 1721, 1805, 1905, 1918). Az 1917-es polgárháború idején többször gazdát cserélt. 1926-ban ismét tűz ütött ki, ezúttal a város szinte teljesen megsemmisült, az egész országból származó segítséggel épült újjá. A második világháború idején kitelepítési központ volt. Sorsa jelenleg a tipikus szocializmusban iparosított vidéki orosz városoké: a nyersanyagtermelésre épülő nemzetgazdaságban nem sok remény van az ipar felélesztésére, lakossága csökkenő (az 1989-es népszámláláskor még 36 841 fő, a 2002-eskor már csak 28 245 fő).
A kotyelnyicsi Vjatka-part része a világ egyik legnagyobb Pareiasauridae-fosszília lelőhelyének.
A város elmegyógyintézetében találták meg Toma Andrást, az utolsó magyar hadifogolyt.